# Кашина Бироло (Милано)
Кашина Бироло је насеље у Италији у округу Милано, региону Ломбардија.
Према процени из 2011. у насељу је живело 15 становника. Насеље се налази на надморској висини од 89 м.